# Paul Wenzel Seeling

Die unter Seelings Verwaltung geprägten Groschen tragen als Meistermarke ein Stundenglas

Als Emblem oder Siegel verwendete Seeling eine Säule, die vereinzelt auch als brennende Kerze interpretiert wurde

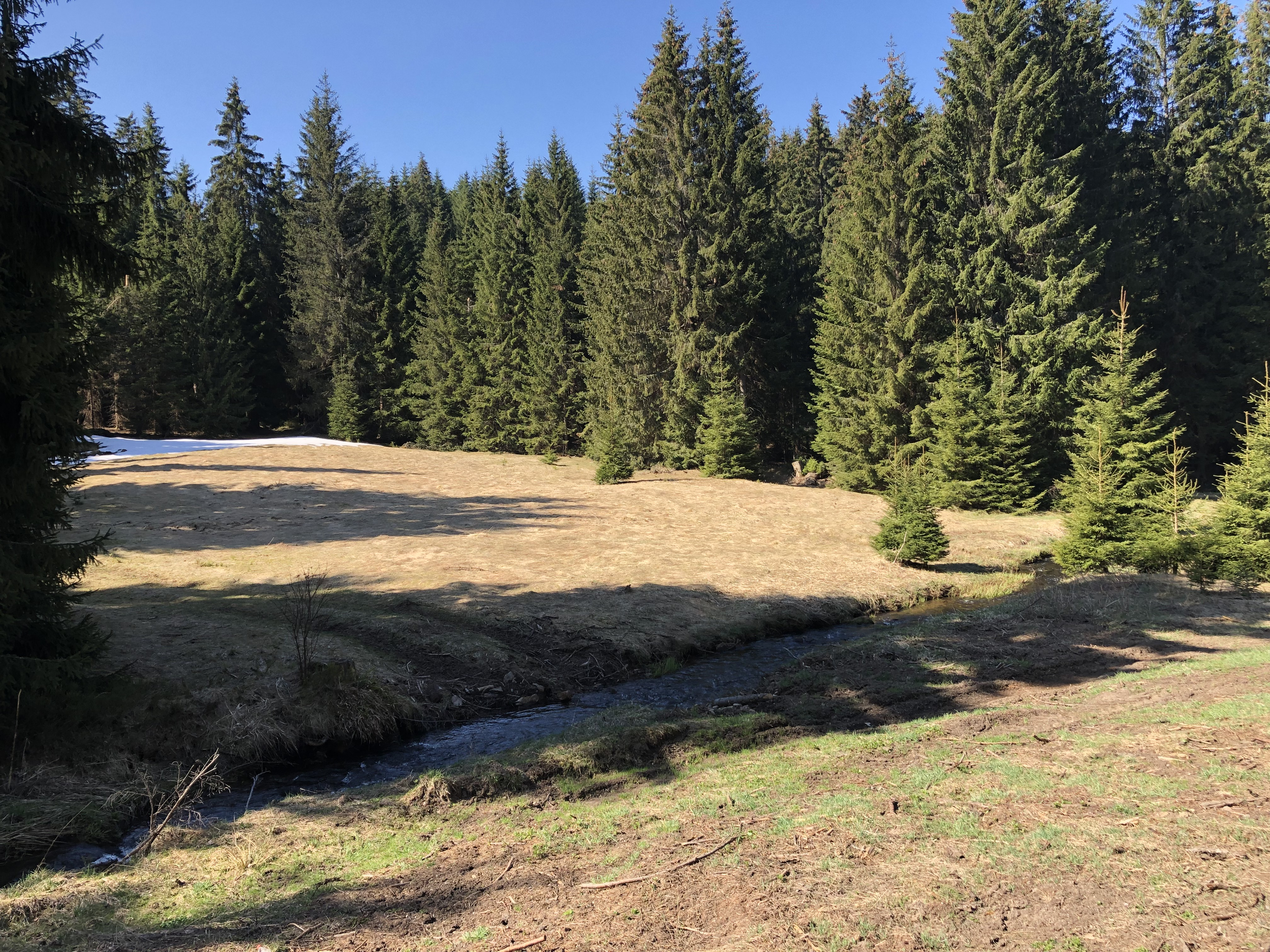
Ungefährer Standort des oberen Blaufarbenwerkes in Potůčky das Seeling von 1677 bis 1681 besaß

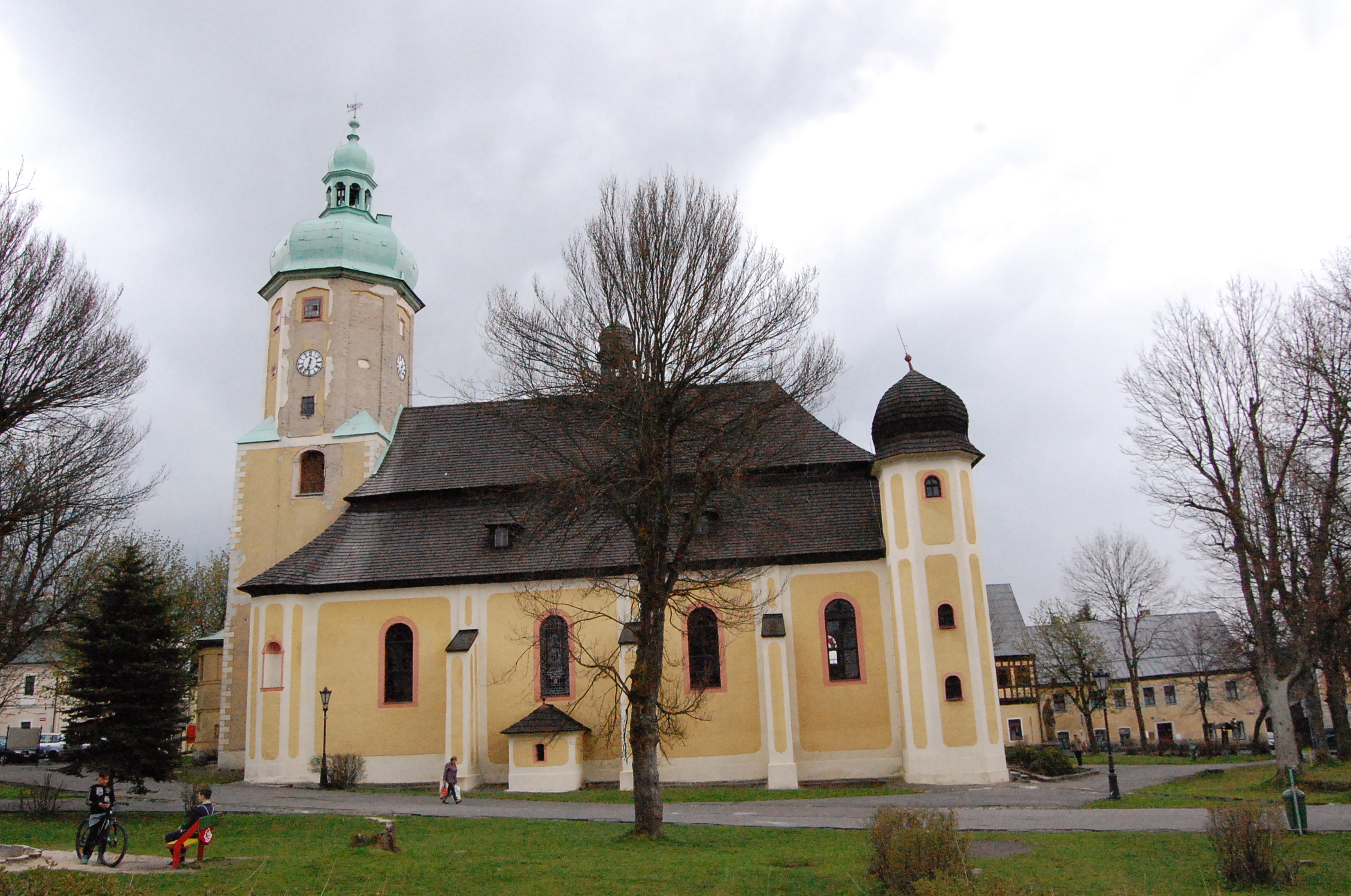
Die römisch-katholische Pfarrkirche St. Laurentius in Horní Blatná, in der Seeling 1693 begraben wurde

Paul Wenzel Seeling (* um 1617 in Sankt Joachimsthal; † 18. August 1693 in Platten) war ein böhmischer Waldbereiter, Stadtrichter, Bergmeister, Münzamtsverwalter und letzter Münzmeister der Münze Sankt Joachimsthal.

## Leben
Paul Wenzel Seelings Herkunft ist unbekannt, jedoch wird angenommen, dass der Rent- und Forstschreiber David Seeling († vor 1669 in Sankt Joachimsthal), der das gleiche Siegel wie er verwendete, sein Bruder war.
Um 1653 wurde Seeling als kaiserlicher Waldbereiter in Sankt Joachimsthal, Platten und Gottesgab eingesetzt und war demnach als Forstbeamter für die Aufsicht und Versorgung der Wälder zuständig. Wegen eines verübten Exzesses hatte man ihn im Jahre 1655 in Sankt Joachimsthal arrestiert und zu einer Zahlung von 10 Gulden bestraft. Von 1659 bis 1668 bekleidete Seeling in Platten das Amt des Stadtrichters. Am 28. August 1668 übernahm Seeling vom zurückgetretenen Johann Jacob Küttner das Amt des Münzmeisters und Münzamtsverwalters. Als Meistermarke zeigen die unter seiner Verwaltung geprägten Groschen ein Stundenglas. Sein Nachfolger, der Tranksteuereinnehmer Johann Jacob Macasius, ließ 1670 noch einige Monate Groschen in geringen Stückzahlen prägen. Das Münzgeschäft wurde schließlich gänzlich eingestellt. Ab 1669 übernahm Seeling in Platten die Funktion des kaiserlichen Grenzzolleinnehmers und wurde 1677 bis 1678 zum zweiten Mal zum Stadtrichter ernannt.
Am 17. Februar 1677 erwarb Seeling die Glashütte und Blaufarbenwerk von Georg Preußler für 1000 Taler und veräußerte diese am 24. August 1681 an den Hofrat von Schlackenwerth Johann Wilhelm von Steinhofer für 1800 Gulden. Nach dem Ableben des Bergmeisters Peter Kuhn wurde Seeling 1682 auf Befehl der böhmischen Kammer auch das Bergmeisteramt von Platten verliehen. Kurz vor seinem Tode am 11. März 1693 erging von dem kaiserlichen Obermünzmeisteramt in Prag die Verordnung: In Ansehung seiner fünfzigjährigen Dienstleistung als Waldbereiter und auf Grund seines hohen Alters, soll sein designierter Nachfolger Johann Friedrich Hacker zur weiteren Dienstverrichtung nur eine halbe Jahresbesoldung von 137 Gulden beziehen dürfen, Seeling jedoch auf Lebenszeit die ganze Jahresbesoldung als Waldbereiter und Bergmeister von 275 Gulden bewilligt werden. Seeling starb am 18. August 1693 im Alter von 76 Jahren und wurde zwei Tage später in der Pfarrkirche von Platten zwischen Altar und Predigtstuhl beigesetzt. Die Bestattung seiner Ehefrau Rosina erfolgte ebenda am 11. Januar 1697.

## Siegel
In einem Feld eine Spalte oder Säule, vereinzelt auch als brennende Kerze oder Stundenglas beschrieben. Möglicherweise bezieht sich das seinem Nachkommen dem k. k. Bergrat Johann Anton Seeling verliehene Adelsprädikat von Säulenfels darauf. 

## Familie
Paul Wenzel Seeling heiratete am 7. September 1658 in Platten Rosina Siegel geb. Löbel (getauft 26. Mai 1633 in Platten; † 8. Januar 1697 ebenda), die Witwe des königlichen Waldförsters und Zehnteneinnehmers Johann Georg Siegel (getauft 14. Dezember 1626 in Neudek; begraben 16. Februar 1658 in Platten). Nach dem Tode ihres Vaters Johann Löbel übernahm sie 1667 in Platten die gesamte Hinterlassenschaft der als Exulanten in das Kurfürstentum Sachsen ausgewanderten Familie für 601 Taler. 

### Eheliche Kinder
- Hanns Georg (1659–1660)
- Johann Adalbert (1660–1712), Blaufarbenwerksbesitzer und Stadtrichter, ⚭ 1678 Platten Benigna Haas († 1725)
- Maria Catharina (1662–1662)
- Johann Christian David (* 1663), ⚭ 1687 Platten Maria, Witwe von Georg Adalbert Schuster, Grenzzolleinnehmer und Stadtrichter
- Maria Rosalia (1664–1664)
- Hannß Wenzel (* 1666), geweihter Priester, hielt 1690 seine erste Primiz
- Johann Michael (1668–1701), Bergmann, ⚭ 1692 Platten Anna Rosina Poppenberger († 1749)
- Hanns Georg (* 1670)
- Maria Eva (1672–1699), ⚭ 1694 Platten Johann Adam Schüppel († 1731), kaiserlicher Waldförster
- Johann Franciscus (* 1674)
- Maria Veronica (1675–1734), ⚭ 1695 Platten Georg Christoph Müsel (1674–1720), Fleischhauermeister, Zehntner und Stadtrichter

### Stiefsohn
- Johann Paul Siegel (um 1650–1685), Handelsmann, ⚭ 1674 Platten Elisabeth Mabam aus Cham († 1723), Schwester des Pfarrers von Platten